# سارا غوميز
سارا غوميز هي رسامة وصحفية وكاتبة سيناريو ومخرجة كوبية، ولدت في 8 نوفمبر 1942 في هافانا في كوبا، وتوفي بنفس المكان في 2 يونيو 1974 بسبب ربو.

## وصلات خارجية
- سارا غوميز على موقع IMDb (الإنجليزية)
- سارا غوميز على موقع ألو سيني (الفرنسية)
- سارا غوميز على موقع أول موفي (الإنجليزية)
- سارا غوميز على موقع قاعدة بيانات الأفلام السويدية (السويدية)
- سارا غوميز على موقع كينوبويسك (الروسية)